# Кларитромицин
Кларитромицин (Clarithromycin) — лекарственное средство, антибиотик, макролид, производное эритромицина, используется для лечения бактериальной инфекции. Это включает, среди прочего, стрептококковое горло, пневмонию, кожные инфекции, инфекцию H. pylori и болезнь Лайма. Кларитромицин можно принимать внутрь в виде таблеток или жидкости. Он применяется в первой линии эрадикации Helicobacter pylori.

## Применение в медицине
Кларитромицин в основном используется для лечения ряда бактериальных инфекций, включая пневмонию, Helicobacter pylori, а также в качестве альтернативы пенициллину при стрептококковой инфекции горла. Другие применения включают болезнь кошачьих царапин и другие инфекции, вызванные бартонеллой, криптоспоридиозом, в качестве агента второй линии при болезни Лайма и токсоплазмозе. Его также можно использовать для предотвращения бактериального эндокардита у тех, кто не может принимать пенициллин. Он эффективен против инфекций верхних и нижних дыхательных путей, инфекций кожи и мягких тканей, а также инфекций Helicobacter pylori, связанных с язвой двенадцатиперстной кишки.
У больных с респираторными инфекциями кларитромицин тормозит образование мокроты и улучшает её реологические свойства. В ходе клинических исследований показана сравнимая с пенициллинами, цефалоспоринами и фторхинолонами клиническая эффективность кларитромицина при остром синусите.
В 2004 году в России проведено рандомизированное исследование клинической эффективности кларитромицина у больных с обострениями ХОБЛ. Исследовано 103 пациента. Было установлено, что наиболее выраженные изменения (улучшения) происходят в течение первой недели. А основные клинические проявления обострения ХОБЛ под влиянием кларитромицина редуцируются в течение 2 недель.

## Побочные действия
Общие побочные эффекты включают тошноту, рвоту, головные боли и диарею. Тяжелые аллергические реакции возникают редко. Сообщалось о проблемах с печенью. Прием во время беременности может причинить вред. Он относится к классу макролидов и снижает выработку белка некоторыми бактериями.
По сообщениям FDA, длительное использование этого антибиотика может повысить долгосрочный риск летального исхода и серьезных осложнений у людей с сердечно-сосудистыми заболеваниями. Повышенная вероятность летального исхода наблюдалась на протяжении одного года после терапии.
Наиболее частыми побочными реакциями, наблюдавшимися у 3768 пациентов, получавших кларитромицин, были тошнота (3,8%), диарея (3,0%), боль в животе (1,9%) и головная боль (1,7%). Побочные реакции не были серьёзными и обычно быстро обратимы. 

## Фармакологическое действие
Антибиотик кларитромицин является полусинтетическим 14-членным макролидом.
Антибиотик широкого спектра действия. Нарушает синтез белка микроорганизмов (связывается с 50S-субъединицей рибосом бактериальной клетки). Действует на вне- и внутриклеточно-расположенных возбудителей.
Наличие метокси-группы в 6 позиции лактонного кольца придает ему повышенную кислотостабильность и улучшенные, по сравнению с эритромицином, антибактериальные и фармакокинетические свойства. Устойчивость кларитромицина к гидролизующему действию соляной кислоты в 100 раз выше, чем у эритромицина, однако максимальный антибактериальный эффект препарат проявляет в щелочной среде.
Активен в отношении:
Staphylococcus spp.,
Streptococcus agalactiae (Streptococcus pyogenes,
Streptococcus viridans,
Streptococcus pneumoniae),
Haemophilus influenzae (Haemophilus parainfluenzae),
Haemophilus ducreyi,
Neisseria gonorrhoeae,
Neisseria meningitidis,
Listeria monocytogenes,
Legionella pneumophila,
Mycoplasma pneumoniae,
Helicobacter pylori (Campylobacter spp.),
Campylobacter jejuni,
Chlamydia pneumoniae,
Chlamydia trachomatis,
Moraxella catarrhalis,
Bordetella pertussis,
Propionibacterium acne,
Mycobacterium avium,
Mycobacterium leprae,
Mycobacterium cansasii,
Mycobacterium marinom,
Staphylococcus aureus,
Ureaplasma urealyticum,
Toxoplasma gondii,
Corynebacterium spp.,
Borrelia burgdorferi,
Pasteurella multocida,
некоторых анаэробов (Eubacter spp.,
Peptococcus spp.,
Propionibacterium spp.,
Clostridium perfringens,
Bacteroides melaninogenicus).
Кларитромицин не оказывает влияния на микобактерии туберкулеза Mycobacterium tuberculosis.

## Фармакокинетика
В отличие от эритромицина, кларитромицин является кислотоустойчивым, поэтому его можно принимать перорально без необходимости защиты от кислот желудочного сока. Он легко всасывается и проникает в большинство тканей и фагоцитов. Благодаря высокой концентрации в фагоцитах кларитромицин активно транспортируется к очагу заражения. Во время активного фагоцитоза выделяются большие концентрации кларитромицина; его концентрация в тканях может быть более чем в 10 раз выше, чем в плазме. Самые высокие концентрации обнаружены в печени, легочной ткани и стуле.

## Метаболизм
Кларитромицин имеет довольно быстрый метаболизм первого прохождения в печени. Его основные метаболиты включают неактивный метаболит N-десметилкларитромицин и активный метаболит 14- (R) -гидроксикларитромицин. По сравнению с кларитромицином, 14- (R) -гидроксикларитромицин менее эффективен против микобактериального туберкулеза и комплекса Mycobacterium avium. Кларитромицин (20—40 %) и его активный метаболит (10—15 %) выводятся с мочой. Из всех препаратов этого класса кларитромицин имеет лучшую биодоступность — 50 %, что делает его пригодным для перорального приема. Его период полувыведения составляет примерно 3—4 часа при приеме 250 мг каждые 12 часов, но увеличивается до 5—7 часов при приеме 500 мг каждые 8—12 часов. При любом из этих режимов дозирования стабильная концентрация этого метаболита обычно достигается в течение 3—4 дней.

## История
Кларитромицин был изобретен исследователями японской фармацевтической компании Taisho Pharmaceutical в 1980 году. Продукт появился благодаря усилиям по разработке версии антибиотика эритромицина, который не испытывал кислотной нестабильности в пищеварительном тракте, вызывая побочные эффекты, такие как тошнота и боль в животе. Примерно в 1980 году Taisho подала заявку на патентную защиту этого препарата, а затем представила на японском рынке в 1991 году фирменную версию своего препарата под названием Clarith. В 1985 году Taisho вступила в партнерские отношения с американской компанией Abbott Laboratories для получения международных прав, и Abbott также получила Одобрение FDA на биаксин в октябре 1991 года. В Европе препарат стал генериком в 2004 году, а в США — в середине 2005 года.
В 2001 году Banerjee D. и соавторы опубликовали данные о свойствах кларитромицина, которые не относятся к антибактериальным, но существенно влияют на антимикробную защиту. Последующие работы в этом направлении установили большой спектр «неантибактериальных» свойств кларитромицина.